# Justicia paucifolia
Justicia paucifolia är en akantusväxtart som beskrevs av T.F. Daniel. Justicia paucifolia ingår i släktet Justicia och familjen akantusväxter. Inga underarter finns listade i Catalogue of Life.